# Anolis williamsmittermeierorum
Anolis williamsmittermeierorum (аноліс Вільямса-Міттермеєра) — вид ігуаноподібних ящірок родини анолісових (Dactyloidae). Мешкає в Андах. Вид названий на честь американських герпетологів Ернеста Едварда Вільямса та Рассела Алана Міттермеєра.

## Поширення і екологія
Аноліси Вільямса-Міттермеєра відомі з кількох місцевостях, розташованих на східних схилах Анд в Перу і Еквадорі. Вони живуть в гірських хмарних лісах.